# Antoni Morral Corominas
|  | Antoni Morral redirigeix aquí. Per al polític català, vegeu Antoni Morral i Berenguer. |

Antoni Morral Corominas, també conegut com a Tonet el cec, Tonet de la guitarra o el Cec Antonet (Sabadell, 1871 - 31 de gener de 1920) fou un cec, pidolaire, lector de la Bíblia en braille i predicador protestant.

## Biografia
Antoni era fill del llaurador Martí Morral Sallent i de Teresa Corominas Falguera i fou el gran de tres germans. Van residir al carrer de Coromines, 3 de Sabadell. Cec de naixement, va aprendre a llegir la versió en braille de la Bíblia, essent molt probablement el primer sabadellenc de fer-ho.
Durant part de la seva vida anava pidolant pels carrers de Sabadell, on tenia molt bona acceptació, cantant i acompanyant-se amb la música de la seva guitarra. Juntament amb els seus oncles Ignasi Vallès i Maria Corominas, formaven part del primer grup d'evangèlics a Sabadell batejats pel pastor baptista suec Jan Uhr, vers l'any 1889. Des de 1897 fins al 1905 fou el mateix Antoni qui va dirigir la comunitat baptista, davant la manca de lideratge i la greu crisi que va patir que va deixar la comunitat amb només tres membres. Va morir a Sabadell el 31 de gener de 1920, dins una recuperada i dinàmica congregació amb més de 40 membres.